# Гаги
Гагите (Somateria) са род птици от семейство Патицови (Anatidae), разред Гъскоподобни (Anseriformes), със средни размери и плътно набито телосложение. Имат изразен полов диморфизъм. Плуват и се гмуркат добре.

## Разпространение
Обитават крайбрежията на различни соленоводни басейни, морета, океани. В България може да се срещне много рядко единствено вида Обикновена гага.

## Начин на живот и хранене
Хранят се с животинска храна: дребни мекотели, охлюви, личинки на насекоми, ракообразни, морски звезди, морски краставици, калмари, дребни рибки. Докато търсят храна се гмуркат на значителна дълбочина и се задържа под водата до 3 минути.

## Размножаване
Гнездят често пъти на колонии. Мъти 25-30 дни само женската, през това време мъжкия се държи в близост до нея. Малките се излюпват достатъчно развити за да могат да се придвижват и хранят самостоятелно.

## Допълнителни сведения
На територията на България, Обикновената гага е защитен вид.

## Списък на видовете
- род Somateria
  - Somateria fischeri (Brandt, 1847) -- Очилата гага
  - Somateria mollissima (Linnaeus, 1758) -- Обикновена гага
  - Somateria spectabilis (Linnaeus, 1758) -- Гребенчата гага